# 新車情報
『新車情報』（しんしゃじょうほう）は、1977年（昭和52年）7月6日から2005年（平成17年）4月3日まで約28年間放送されていたテレビ神奈川（tvk）の自動車情報番組。年末年始の数週間を除いて（TVKで年末に放送した番組がネット局によっては新年の年始に放送される局があることを考慮したため）、公式な題名には「新車情報」の後ろに西暦年（1977年から1999年は下2桁=例「新車情報'77」。2000年以後は西暦4桁=例「新車情報2000」）をつけていた。出演者は司会者の三本和彦（放送開始時から出演。代理の回もあった）、女性アシスタント、そしてゲストとしてその回で紹介する自動車の開発責任者（輸入車の場合は日本の販売代理店または日本法人責任者）の計3名（後半4名）で進行していた。

## プロローグ
1976年頃、テレビ神奈川（以下、TVKまたはtvk）は他の独立UHF放送局同様、スポンサーがあつまらず、経営難に陥っていた。当時のTVK役員が三本和彦に「予算をなるべくかけないで番組を作りたい」と頼んだ所、三本が「新車発表会を番組にすればよい」ということで企画を持ち込んだ。また、スポンサーは曙ブレーキ工業の社長に音頭をとってもらい、「金は出すが番組内容に口出ししない」という約束でTVKの放送エリアである神奈川県に本社または事業所を構える（構えていた）部品メーカーを中心に約40社も集まった。

## 概要
「新車情報」は、27年9ヶ月放送された人気番組で、放送回数は1,400回を超え、自動車情報番組としては異例の長寿番組だった。三本は、「この番組はいつでも他の番組にとって変えられる"ゲリラ番組"であり、なおかつ長い間番組の進行や方式等に大々的な変化を伴わない"偉大なるマンネリ番組"である」と自ら評している。しかしその一方で、独立UHF放送局の制作番組にもかかわらず全国14局にネットされ、tvkのウェブサイトのアクセスランキングでは常に上位に位置するなど、同局の看板番組として、また庶民派で硬派な乗用車紹介・解説番組作りが視聴者から評価されていた。
本番組で紹介されるクルマは商用車・大型車を除くモデルチェンジ間もない国産車を軽乗用車から（センチュリーとプレジデントを除く）高級車まで漏れなく取り上げていた（ネタがない時、2,3年に一度くらい商業用バンを取り上げていたこともある）。また"新車情報"（この場合シン・クルマ情報と呼んでいる）として新車以外の、例えば日産自動車の社長にインタビューをしたり、マツダのロータリーエンジンの特集といった車に付随する新車以外の特集も組まれた。外国車はコンパクトクラスからミディアムクラスまでを取り上げ、車両本体価格が1000万を越えるような高級車やスポーツカーなどは取り上げなかった。また、たとえ現地でモデルチェンジして雑誌等で大きく話題となっていても日本国内で販売開始されない限り取り上げないが、例外として日本未投入のサムスン自動車のSM5を紹介した時がある。紹介優先順位も国産車が外国車よりやや上の傾向があった。しかし2004年上半期のように、国産車にモデルチェンジの動きがまったく無いために、外国車ばかり取り上げている時期があった。また、一度だけ、同様の理由でいすゞのトラック(エルフ)を取り上げたこともあった（さすがにスタジオにトラックを持ち込むことはできず、神奈川県内にあったいすゞのテストコースで番組全編の収録を行った）。この番組は実際にクルマを購入しようと検討中のユーザーが比較や検討の材料に出来るような身近な番組として好評を博していた。
番組開始時に、企画、構成、司会（出演）を自ら手掛けた三本和彦の辛辣、辛口コメントが庶民的ユーザーの共感を得ていた。具体的には説明に招かれたメーカーの責任者や担当者に対して他の評論家であれば尋ねられないような鋭い質問が出されると返事に窮することが多く、次期車種への宿題や課題として持ち帰る責任者もいた。この三本の声が実際に採用された事例も存在する。
番組中に三本がメーカーの内情や会社体質を皮肉る、揶揄する、婉曲的に批判する事もあり、その際は登場したそのメーカーの担当者が苦笑したり、慌てふためく場面もあった。
放送第1,444回（アウディ・A3スポーツバック）で「あと4回で引退する」と三本自らが勇退を発表。この時三本は、「僕より年上なのはスズキの会長だけになってしまいました。」とコメントしたが、実は三本とtvkとの確執が背景にあったとされている。この件については、番組終了後に三本が記したコラムに詳細がある。
「新車情報大賞2005」（放送第1,448回）をもって番組は終了となった。これによって、27年9ヶ月の長寿番組の歴史に、また、日本初の本格的自動車情報番組の歴史に幕を下ろされた。なお、「新車情報」はtvkの制作番組としては「緑への歩み」（2008年3月をもって放送終了）に続く歴代2位の長寿番組である。
トランク荷室の寸法を測るために作られた長さ1mの棒は、一部インターネット掲示板で「不躾棒」（ぶしつけぼう）と呼ばれ、「ゴルフバッグいくつ分」という具体的な容量表現とともに親しまれた。この愛称については三本もアシスタントの野中アナも以前から知っていて、番組終了後発売されたDVDの特典映像中、野中との歓談で三本本人が「不躾棒とは（よく）付けたもんだね」と笑いながら語っている。
「新車情報」終了後、同放送枠は、自動車紹介番組「新車ファイル クルマのツボ」に引き継がれた。出演者が代わり、タイトルも変わった新番組だが、番組構成、内容、放送フォーマットも含め「新車情報」の番組スタイルに近い。また、ホームページでは「新車情報」の後継番組だとしている。
2022年7月、三本が死去。その後、同年12月29日にtvkにて追悼番組「ご意見番　三本和彦が見つめたクルマの過去・現在・未来」（野中が司会進行）が放送され、番組内では過去の新車情報の映像が多く取り入れられた。

## 番組の流れ
- アバンタイトル+オープニング+前提供:
80年代までの出だしの挨拶は、「新車情報（XX[注 3]）でございます。わたくしは三本和彦です」であった。
三本自らが本日取り上げる車を紹介する（この時に三本が言う「本日、話題の中心にする車は…」というフレーズで始まっていた）。末期はアシスタントの野中が車を紹介し、三本に「この車を一言で言うと？」と話を振っていた。オープニングは年度毎の話題になった車種の実写映像や「いつもの山坂道」でロケ撮影を行った映像等からの抜粋で構成（「いつもの様にVTRが撮ってございます」というフレーズから始まっていた）。前提供バックもオープニングと直結され、TVK(tvk)ローカルスポンサー向け提供バックが1カット付随するがネット局においてその部分にはネットローカルスポンサーテロップが挿入される場合があった。
- 今日の試乗車紹介:
アシスタントの野中アナが改めて本日取り上げるクルマを紹介するとともに、本日のゲストを紹介。ゲスト（開発責任者）には、クルマのアピールポイント（開発コンセプト等）を述べてもらう。なおゲストのアピールポイントのコメント中はテロップにてクルマのスペックと価格が紹介される。
- 試乗インプレッション:
高速道路試乗では三本自身がハンドルを握りながら、東名高速道路にて高速走行における騒音や振動、ハンドルの操作感や加速感から、車内スペースに至るまで語る（この際、「ゴツゴツ感」や「〜の様な味付けがしてあります」という表現や「私の様な80kgの人間が座っても座り心地の良い造りになっています」と引合に出す時が頻繁にある）。1990年代中盤までは運転しながら握り拳で頭上スペースを測定していたが、ミニバンなどの背の高いクルマが増えてきたため、その後はやらなくなってきた。
本番組が放映されていた時代、日本国内の全ての高速道路における最高速度は時速100kmが限度であった事を考慮し、「（当時の）日本の高速道路では時速100kmまでしか出せません。したがって〜」と言ったように当時の日本の高速道路の最高速度を踏まえた解説を行っていた。
山坂道試乗（ロケ地はおそらく芦ノ湖スカイラインか長尾峠。「えー○○○（メーカー名）の△△△（車名）をいつもの山坂道に持ってまいりました」といつも"枕"を付ける）では同じく三本がハンドルを握りながら、上り坂でのトルクの出具合やブレーキの効き具合、そしてハンドルの操作感といった山坂道ならではの性能評価中心に語る（「いや〜パワーは麻薬ですねぇ」とハイパワー車の試乗ではいつも嬉しそうだった）。ただ2000年の頃に東関東自動車道を走ったり、利根川流域や、霞ヶ浦湖畔で（一般道を）走った時期があった（マツダ・トリビュート、日産・エクストレイルの時など）。VTR終了後に「それでは燃費のご報告を致します」と続ける。（計測は、満タン法）　また、三本が提言する「室内音が64dB→62dB以上は高級車とは言わない」という基準の下、高級車の場合を中心に、エコー電子の計測器で測定の室内騒音の結果報告をする場合もある。
2004年のtvk新社屋移転後は週替わりで別のモータージャーナリストが試乗し、三本自身がハンドルを握ることはほとんどなくなっていた（2004年12月末からは再び三本がハンドルを握る回が多くなっていた）。別のジャーナリストが試乗した場合には、VTRが流れる前（スペック紹介の後）にその車のどこに注目したかを述べ、VTRが流れた後にスタジオで改めて感想を述べる。ただし、ジャーナリストがスタジオに来られない時はVTRで注目点や感想を述べる。そして、スタジオでのクルマ批評に移る。
- スタジオでのクルマ批評:（放送開始初期は「何でも聞いてみよう」というタイトルがついていた。）
三本がゲスト（開発責任者 ※1人増える）を交えて（この際に「いつもながら不躾ではございますが…」と先に断りを入れる）、スタジオ内に持ち込まれた実車を使って批評する[注 4]。ここでしばしばゲスト（開発責任者）に対しその車全般・特に使い勝手や室内の広さや内装の質感等を中心に厳しい質問・意見が飛び出す。視聴者の意見で始めたというトランクのスペース計測は、1mのゼブラバーを2本用いて高さ・幅から奥行、地面からトランク開口部の高さに至るまで、三本がユーザー視点で計ってくれる。よくチェックする点としてはハッチゲートを持つ車種なら内側の取っ手が両側にあるかやボンネットはダンパー式なのかどうか等。番組終末期においてはラゲッジのネットが付いているかどうかというのも調べている（ホンダ・フィットでは7000円掛かったという話も持ち出す）。「あっディレクターがこんなことやってますんで… CMですか」（時間の“巻き”の合図と思われる）というアドリブが入りコーナー終了となる。
- 視聴者からの質問と回答:
一般的な自動車全般の質問から専門的な質問まで扱う。具体的にはトランクに荷物を入れっぱなしでも構わないかといった燃費や走行に関わる質問に対して、質問への回答に加え、車は家と同じなので倉庫や納戸と同じで近頃は家賃も高いので、など自動車評論番組にも関わらず車以外の観点からもアドバイスをしている。質問に対して「こういうのを愚問」などと発言し（直後に謝罪し撤回した）必ずしも目線の低い回答とは言えなかったが、このような辛辣な態度はメーカーへの厳しい姿勢と同様にユーザーには自動車への心構えを説いたとも言える。
- モーターショーの紹介:
東京モーターショーの時期になるとQ&Aのコーナーがこのショーの出品車を紹介するコーナーに変わる。
- プレゼントコーナー:
自動車雑誌やメーカーからのプレゼントを紹介し、tvkの新車情報宛の住所を紹介[注 5]。バックに流れる曲には、Kim Pensylの3 Day Weekendが番組後期で比較的長く使われていた。
- 名車グラフィティ:
2003年からスタートした企画のひとつ、視聴者のリクエストから過去にとりあげられた車種から走行映像を放映する企画で、番組の最後に行われているが、年末年始に1回のみ名車グラフィティ特集を実施していた。[注 6]
- エンディング+後提供:
エンディングは次週の車種の予告をした後（当初は口頭での予告だったが、後年はテロップのみでの予告に変更）、上記「名車グラフィティ」に含まれ、制作スタッフのテロップが横スクロールで流れる。後提供はTVK(tvk)スタジオにて撮影された"本日の出演者と三本との会話風景"を編集した物で、tvkローカルスポンサー用の提供バックも1カット、カメラ割りを計算した上で追加されている（ネット番販時、地方ではこの部分に地方毎のローカルスポンサーテロップをスーパーインポーズする）。更にこの「後提供」最後に「制作協力: プロダクトビデオ企画」「制作著作: tvk」と局の著作権表示をスーパーしている。続いて「新車情報2005 END」というテロップがスーパーされ、番組はここで終了となる。

番組の初期には、テストコースでのパイロンスラロームや急制動の様子を高速度撮影した映像を使用して、取り上げた車種の性能を論じていた。

## 新車情報大賞
新車情報大賞は同番組の名物企画。大賞発表は毎年3月末の放送（tvkの場合）に行われた。前年1月〜12月に取り上げられた車種から1位（大賞）を決定するものである。

### 応募方法等
毎年1月にノミネート車一覧とともに応募方法が放映されている。
はがきまたは新車情報のホームページで応募が可能。毎年三本が同じことを何度も言っているが『ノミネート車の中で感銘を受けた車』+票と、同じく『ノミネート車の内、この車は総合面で劣るから良い車とは言えない』-票の車の車名・理由を記入しないと無効になる。
締め切り後に、プラス票の合計からマイナス票を差し引いたポイントを累計し、最多プラス票を得た自動車に「新車情報大賞」として表彰し、それを開発した関係者に記念のトロフィー、また視聴者にも協賛の自動車メーカーや自動車関連製品メーカーなどから提供された賞品が贈呈された。
なお、この大賞の投票と、前述の雑誌プレゼントの応募は一緒にせず、主旨を分けて葉書を投函するように。という旨の注意が毎年くどいぐらいに施された。

### 受賞車一覧
- 1980年度 スバル・サンバー

第一回のみ、視聴者の投票ではなく、軽バンに4WDを取り入れたことを評価して、三本の考えで決定した。
- 1981年度 いすゞ・ピアッツァ
- 1982年度 ホンダ・シティ
- 1983年度 ホンダ・バラードスポーツCR-X
- 1984年度 日産・ローレル
- 1985年度 マツダ・ファミリア
- 1986年度 ホンダ・シティGG
- 1987年度 三菱・ギャランVR-4
- 1988年度 日産・シルビア
- 1989年度 日産・スカイラインGT-R
- 1990年度 日産・プリメーラ
- 1991年度 ホンダ・シビックフェリオ
- 1992年度 日産・マーチ
- 1993年度 スズキ・ワゴンR
- 1994年度 ホンダ・オデッセイ
- 1995年度 三菱・パジェロミニ
- 1996年度 三菱・ギャラン
- 1997年度 トヨタ・プリウス
- 1998年度 アルファロメオ・156
- 1999年度 トヨタ・ヴィッツ
- 2000年度 ホンダ・ストリーム
- 2001年度 ホンダ・フィット
- 2002年度 ダイハツ・コペン
- 2003年度 マツダ・RX-8
- 2004年度 日産・ティーダ

## 出演者

### 司会
- 三本和彦（RJC理事、自動車ジャーナリスト。元.東京新聞写真部記者であり、元ラリースト。企画、構成、司会（出演）を自ら手掛けた）
  - 尚、三本が不在の際には、初期からの番組の常連ゲストであった自動車評論家の鈴木五郎を始め、園部裕、ケン田島、渡辺康彰、池田英三、山口京一らが代理司会を担当した。

### アシスタント
- 川村麻紗子（1977年7月〜1981年3月）
- 青山頼子（1981年4月〜9月、1982年4月〜1984年3月） - 元テレビ神奈川アナウンサー
- 片野まゆみ（1981年10月〜1982年3月）
- 横内章代（1984年4月〜9月）
- 餌取陽子（1984年10月〜1987年3月） - 餌取章男（日経サイエンス元編集長）の娘
- 平野啓子（1987年4月〜1988年3月） - 現在もナレーター、語り部などで活躍中。
- 豊田規柴子（1988年4月〜1996年9月） - 約8年間担当した。
- 三清直美（1996年10月〜2000年3月） - 現在もトーカ堂のテレビショッピングなどに出演中。
- 野中美里 - （2000年4月〜番組終了） - 元TVKアナウンサー（新潟テレビ21より移籍、現在フリー）
- 大原裕美 - 元TVKアナウンサー（野中の代理を担当。静岡放送より移籍、現在フリー）

## スタッフ
- ディレクター：宮川邦弘→後藤一成→境昭夫→小林貴之(プロダクトビデオ企画)、高石容二朗、細谷肇(プロダクトビデオ企画)
- AD:佐藤光(プロダクトビデオ企画)
- プロデューサー：岩谷健二(TVK)→小宮邦安(TVK)→加藤貞治(TVK)→内田慎一(TVK)→檜山洋二(TVK)→阿佐美茂樹(TVK)→溝野文雄(tvk)→大谷英典(tvk)、宮川邦弘(プロダクトビデオ企画)
- 美術：庄司譲→江川弘義
- 美術進行：江川弘義
- 技術：林和男→情野喜男→伊藤亮一→小方伸一→斉藤純二→荒木幸治→斉藤純二
- VE:伊藤亮一→斉藤純二→情野喜男→林和男→橋場一郎
- カメラ：宇田川隆治
- 音声：小坂武志→相良明秀→千葉長久→森谷友貴→宮野あき子
- 照明：縄　豊→FLT(フジ・ライティング・アンド・テクノロジイ)
- 効果：近江一夫→和田勇→小沢和典
- 試乗撮影：大河原聡→松井高次→佐久間修(テレフィール)→V.C.L(株式会社ビデオコミュニケーションズ)→(有)ブレイクタイム
- TK：上原美智子
- 技術協力：テレフィール、FLT
- フラワーコーディネート：宮崎生花店
- メイク：ヴォートルボーテ
- 大道具：中央宣伝企画
- 撮影協力：ホテル大箱根、芦ノ湖スカイライン
- 衣装協力：ヨーク三番館、ミカレディ→J&R
- 機材協力：エコー電子、株式会社バーテックススタンダード
- 制作協力：プロダクトビデオ企画（※1991年から制作協力としてテロップ）
- 制作著作：TVKテレビ（※1977年〜1988年は「TVK」とテロップ、2003年以降は「tvk」とテロップ）

※スタッフによってはアシスタント→担当→専任→チーフなどに昇格や異動がある為、同一名を複数記載しています。

## テーマソング
テーマソングは時代によってかなり変化があるが、一例としてタイトルバックでは本田雅人のStep Up Action（2001年頃）、三原善隆のWinning Cup（2002年頃）、青木智仁のFinger Tough（2003年頃）、T-SQUAREのFuture Maze（2004年頃〜最終回）等が短く編集されて使われ、同じくオープニングにはKim PensylのSweet Spot（番組後期に比較的長期間使用）等が使われていた。初代オープニングテーマ曲は不明。2代目テーマ曲は竜童組の「韋駄天」、3代目テーマ曲はtower of powerの「Mr. Toad's wild ride」
- 初代　MP60 Pop Guitar Sketches Ike Mathewsというアルバムに入ってるBumping Throughという曲。(〜1987年)
- 2代目 竜童組「韋駄天」 (1987年〜1991年)
- 3代目 tower of power 「Mr. Toad's wild ride」 (1992年〜1994年)
- 4代目 浅倉大介 「Midnight Party」（提供クレジット部分は「Rainbow In The Universe」）(1995年)
- 5代目 長沢有起 「もう泣いてなんかいられない」(1996年～1997年)
- 6代目 不明 (1997年～1998年)
- 7代目 桃姫BAND 「Born To Be Wild」 (1998年)
- 8代目 安藤まさひろ 「A Man Of The World」 (1999年〜2000年)
- 9代目 不明 (2000年～2001年)
- 10代目 本田雅人 「Step Up Action」 (2001年)
- 11代目 三原善隆 「Winning Cup」 (2002年)
- 2002エンディング 一十三十一  「WAKE UP」
- 12代目 青木智仁 「Finger Tough」 (2003年)
- 13代目 T-SQUARE 「Future Maze」 (2004年〜2005年)

## その他
- 1983年: スペインロケでカメラクルーとトラブルがあり、無期限の番組ストを発表したが、その後和解した。[注 10]
- 1984年: テレビ朝日でカーグラフィックTV（CGTV）がスタート。1986年の松任谷体制になってからは、三本はこの番組を批評している。
- 1996年: 当年10月放送分から本編、CM（ネット番販時ネット受け側での差し替えを除く）がステレオ音声化され、同時にTVKから送出されるVTR素材が1インチタイプCアナログVTRからD-2デジタルVTRへ更新され放送素材の質が若干向上した。これは、それまで従来からTVKにスポンサー側から寄せられた「CM部分のステレオ音声化希望」に沿う形で、本編も付随してステレオ化した物と考えられる。
- tvk旧社屋では、実車をスタジオに運び込んで番組を制作していたが、屋外からスタジオへの経路は大道具倉庫経由で行っており、クランクしていたため、容易な作業ではなかった。3ナンバー車であれば、ギリギリのスペースしかなく、スタッフが取り囲んで声をかけあい、慎重に何度も切り返しを行う必要があった。通常は番組スタッフが搬入作業を行ったが、BMW7シリーズ、アウディ・クアトロを搬入した際は、ディーラー社員に作業を委ねている。
- サムスン・SM5のように、日本国内未販売車を紹介したこともあった。
- 車がスタジオに搬入されると、汚れを拭き取る作業が毎回の決まり事であった。メーカーは洗車した車を持ち込むが、水滴などが残っていないか、制作・美術スタッフがチェックを行った。また、本番中にエンジンルームを見せることが多く、スポンサーにバッテリーメーカーがついていたため、競合メーカーであれば、白い粘着テープで、メーカー名を隠すことも必須作業だった。
- ネット局の岐阜放送では80年代半ば、一時期「バイク情報 '○○」という番組を放送していた。本番組に類似したタイトルではあるが、こちらはバイクメーカーの新車種発表でなく、バイクをかっこよく撮った動画を流す番組だった。

## ネット局

### ネット局の変遷
- 1977年（放送開始年）：TVKのみの単独放送
- 1978年のネット局：TVK-CTC-GTV-KBS（4局ネット）
- 1979年のネット局：TVK-CTC-GTV-TVS-KBS（5局ネット）
- 1980年以降〜1986年のネット局：TVK-CTC-GTV-TVS-GBS-MTV-KBS（7局ネット）
- 1988年のネット局：TVK-CTC-GTV-TVS-GBS-MTV-KBS-TYS（8局ネット）
- 1991年、1993年、1994年のネット局：TVK-CTC-GTV-TVS-GBS-MTV-KBS-TVN-WTV-TSC-TYS-FBS（12局ネット）
- 1992年のネット局：TVK-CTC-GTV-TVS-GBS-MTV-KBS-TVN-WTV-TSC-TYS-FBS-TSB-KTK（14局ネット）
- 1995年、1997年、1998年のネット局：TVK-CTC-GTV-TVS-GBS-MTV-KBS-TVN-WTV-TSC-TYS-ABN（12局ネット）
- 1996年のネット局：TVK-CTC-GTV-TVS-GBS-MTV-KBS-TVN-WTV-TSC-TYS-ABN-TVQ（13局ネット）
- 1999年のネット局：TVK-CTC-GTV-TVS-GBS-MTV-KBS-TVN-WTV-TSC-TYS-TUY（12局ネット）
- 2000年、2001年のネット局：TVK-CTC-GTV-TVS-GBS-MTV-KBS-TVN-WTV-TSC-TYS-TUY-TTV（13局ネット ※「TTV」はとちぎテレビの略号）
- 2002年のネット局：TVK-CTC-GTV-TVS-GBS-MTV-KBS-TVN-WTV-TSC-TYS-TUY-TTV-TeNY-ABN（15局ネット）
- 2003年のネット局：TVK-CTC-GTV-TVS-GBS-MTV-KBS-TVN-WTV-TSC-TYS-TUY-TTV-EAT-KAB（15局ネット）

※とちぎテレビのネット局テロップは2004年頃までは「TTV」と表記され、以降は「GYT」に改訂された。

### 2005年4月(No.1448 番組終了)時点でネットしていた局
※系列表記がないところは独立放送局
- テレビユー山形（TUY・TBS系列）
- とちぎテレビ（GYT）
- 群馬テレビ（GTV）
- テレビ埼玉（TVS）
- 千葉テレビ（CTC）
- テレビ新潟（TeNY・日本テレビ系列）
- 長野朝日放送（abn・テレビ朝日系列）
- 三重テレビ（MTV）
- 岐阜放送（GBS）
- 京都放送（KBS）
- 奈良テレビ（TVN）
- テレビ和歌山（WTV）
- テレビせとうち（TSC・テレビ東京系列）
- テレビ山口（tys・TBS系列）
- 鹿児島読売テレビ（KYT・日本テレビ系列）

### 1987年10月(No.537)時点でネットしていた局
- 千葉テレビ（CTC）
- テレビ埼玉（TVS）
- 群馬テレビ（GTV）
- 岐阜放送（GBS）
- 京都放送（KBS）
- 三重テレビ（MTV）

（本項順序はNo.537放映時のネット局一覧テロップの表示順に拠る。前記3局が上段、後記3局が下段に表示）

### その他、一時期ネットしていた局(時期不明)
- 北海道テレビ（HTB・テレビ朝日系列）
- テレビ金沢（KTK・日本テレビ系列）
- テレビ信州（TSB・日本テレビ系列）→長野朝日放送
- 静岡放送（SBS・TBS系列）
- サンテレビ（SUN）
- 福岡放送（FBS・日本テレビ系列）[3]→TVQ九州放送（放送当時の社名はティー・エックス・エヌ九州・テレビ東京系列）

一部地域ではケーブルテレビでも視聴可能であった。また、ビクトリーチャンネルでも放送されていた。ただし後番組の「新車ファイル クルマのツボ」は専門チャンネルでの放送を行っていない。
上記以外の独立放送局で、東京メトロポリタンテレビジョン（MX）、びわ湖放送（BBC）では今までに放送されたことはない。また、ネット局は「新車情報」の放送を開始した当初はTVKの単独放送だったが、1978年から千葉テレビ - テレビ埼玉 （TVS）- 近畿放送（KBS）の3局に増え、1985年以降ネット局がさらに増えていった。
注目すべき点はTVKが"独立放送局"という位置付けのテレビ局であるため、ネット系列の枠に関係なく番組販売が行われたところである。
岐阜放送は時期によっては「霞ヶ関レポート」の直後に放送され、TVK制作の番組が連続していた。両方ともネット局テロップの出る番組である。